# Alcoba
Alcoba também conhecida como Alcoba de los Montes é um município da Espanha na província de Ciudad Real, comunidade autónoma de Castilla-La Mancha, de área 306,83 km² com população de 757 habitantes (2004) e densidade populacional de 2,47 hab/km².

## Demografia

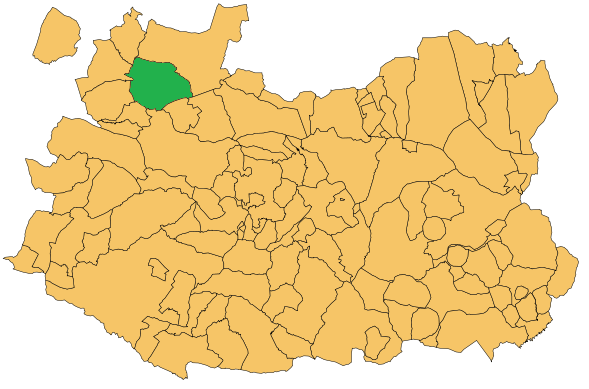
Mapa de localização

| Variação demográfica do município entre 1991 e 2004 | Variação demográfica do município entre 1991 e 2004 | Variação demográfica do município entre 1991 e 2004 | Variação demográfica do município entre 1991 e 2004 |
| --------------------------------------------------- | --------------------------------------------------- | --------------------------------------------------- | --------------------------------------------------- |
| 1991                                                | 1996                                                | 2001                                                | 2004                                                |
| 842                                                 | 783                                                 | 803                                                 | 757                                                 |

## Patrimônio
- Museu Etnográfico de Alcoba [4]